# Манджиев, Эмба Эрендженович
Э́мба Эрендже́нович Манджи́ев (5 июня 1934 года, Найнтахн, Целинный район, Калмыцкая АССР, РСФСР — 8 февраля 2001 года, Элиста, Республика Калмыкия) — Заслуженный деятель искусств РСФСР (1976), Заслуженный артист РСФСР (1970), Заслуженный артист Калмыцкой АССР (1962), Почётный гражданин Республики Калмыкия (1994), создатель и художественный руководитель первого Детского народного танцевального ансамбля «Герел» (1978).

## Биография
Эмба Эрендженович родился 5 июня 1934 года в селе Найнтахн, Калмыцкая АССР в семье Эренджена Манджиевича и Гилады Менкеевны Манджиевых. Отец Эренджен Манджиевич, участник Великой Отечественной Войны, был призван в ряды Советской Армии в 1942 году. В 1949 году после смерти супруга от ранения, полученного на войне, Гилада Менкеевна осталась с четырьмя детьми, среди которых старшим был Эмба. В 1943 году семья Манджиевых, как и весь калмыцкий народ, была выслана в Сибирь (Красноярский край, Тюхтетский район, поселок Минусинка). Вернувшись на родину работал слесарем, а в вечернее время занимался художественной самодеятельностью. В 1957 году был зачислен во вновь образовавшийся Калмыцкий государственный ансамбль песни и танца «Тюльпан» артистом балета. Проработав 20 лет в Государственном академическом ансамбле песни и танца Калмыкии «Тюльпан» и уйдя на заслуженный отдых, в 1978 году образовал Детский народный танцевальный ансамбль «Герел», который по сей день носит имя Эмбы Манджиева. В детях он продолжил путь развития и популяризации калмыцкого народного творчества. В настоящее время ансамбль "Герел" удивляет и радует своим творчеством под руководством Заслуженной артистки Республики Калмыкия Александры Боваевны Манджиевой.

## Награды

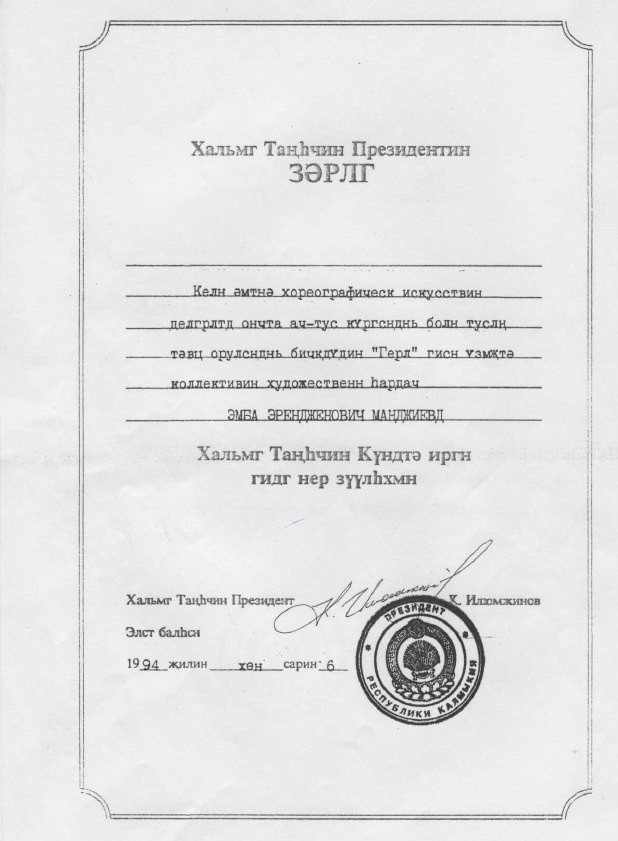
Почетный гражданин Республики Калмыкия - Хальмг Тангч

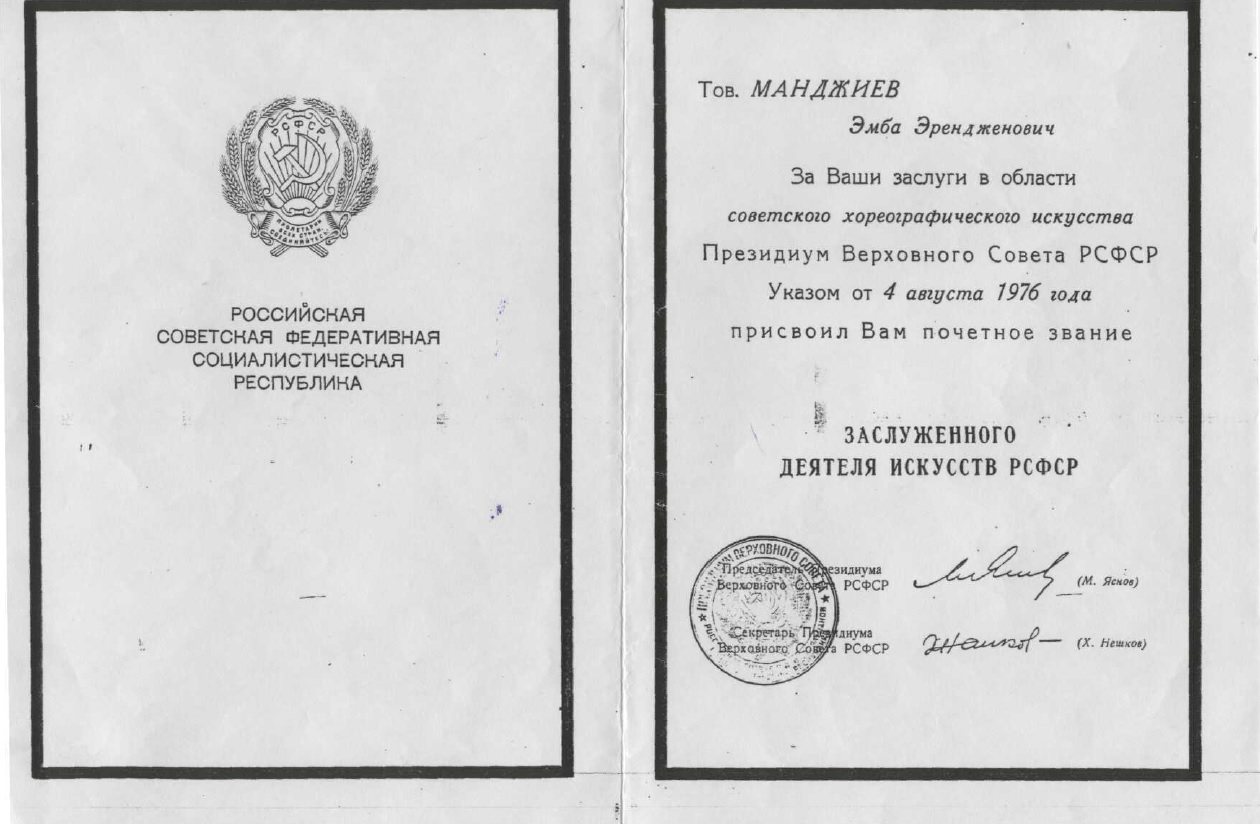
Заслуженный деятель искусств РСФСР

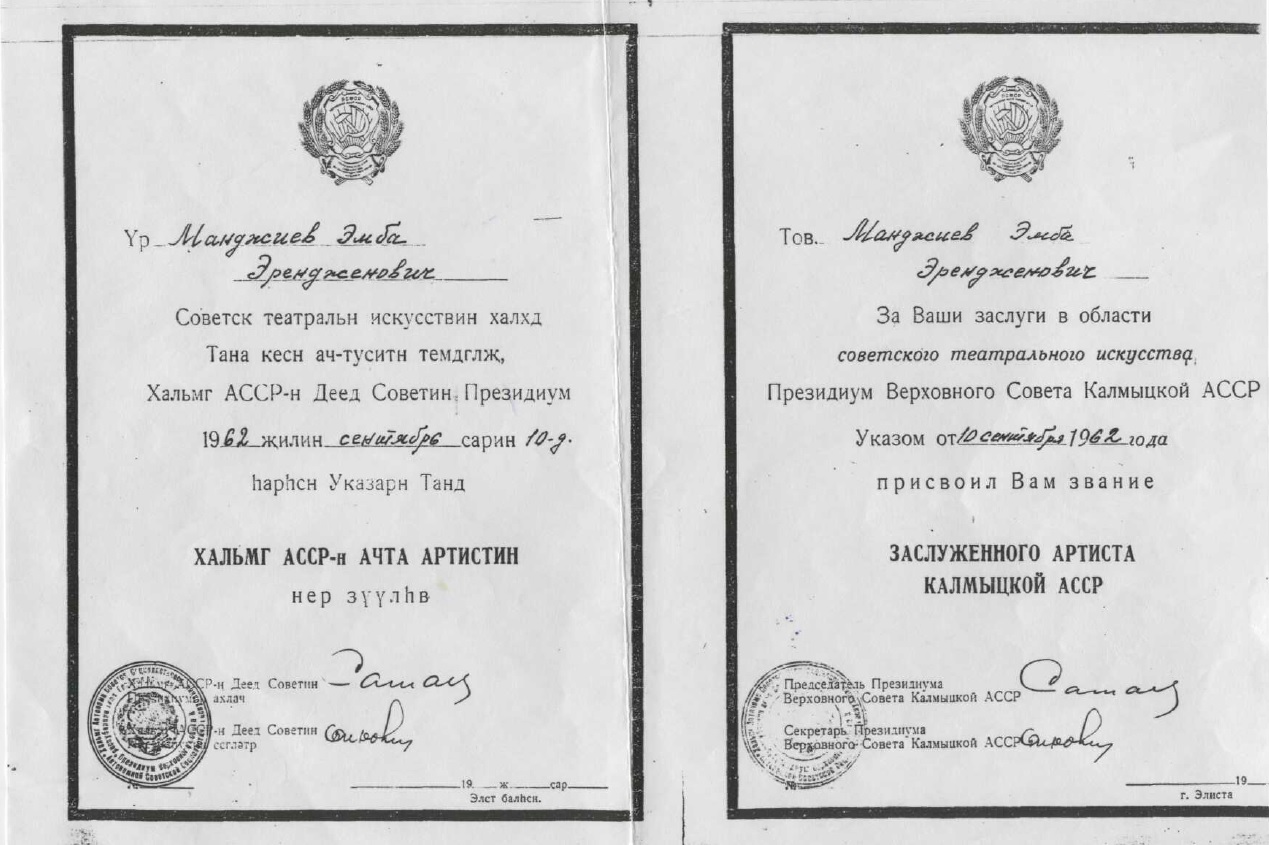
Заслуженный артист Калмыцкой АССР

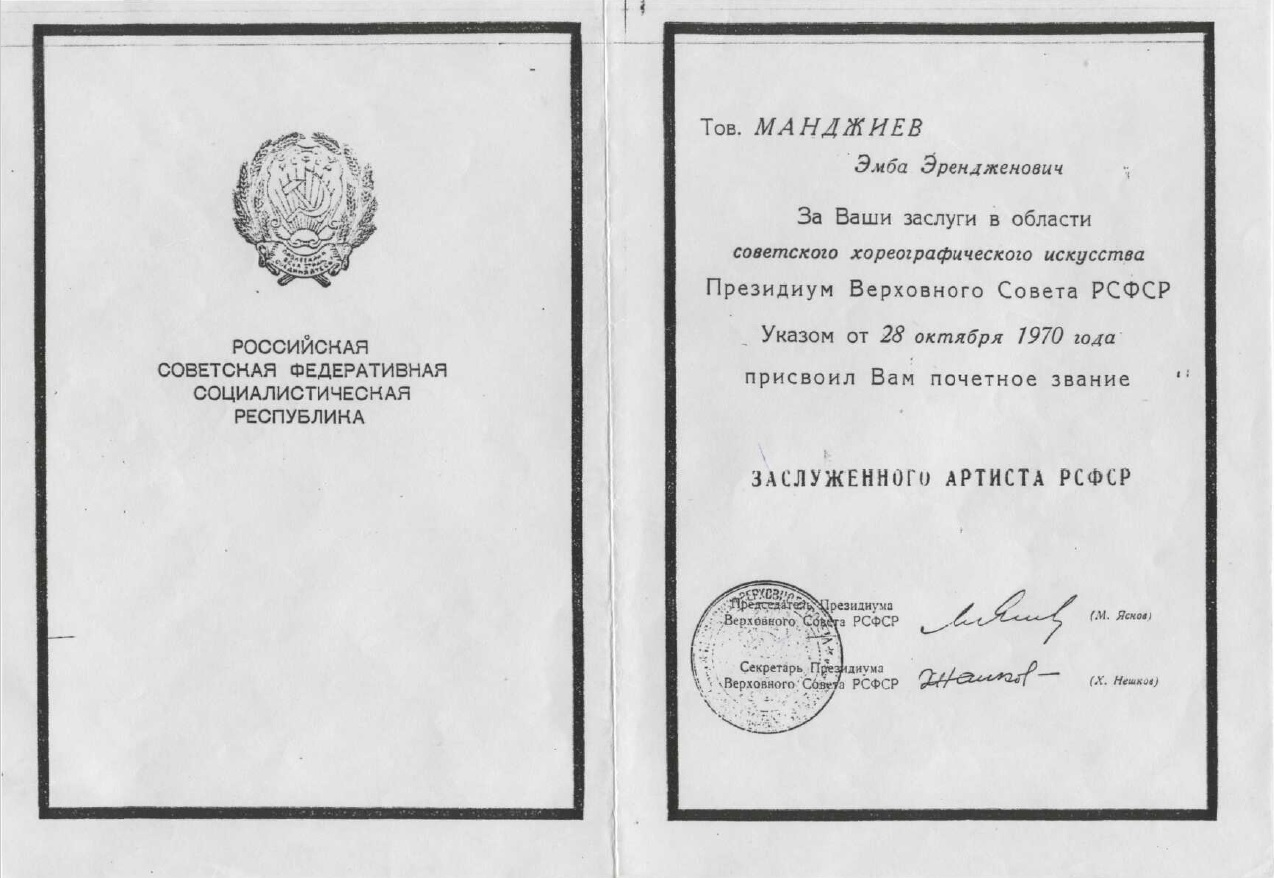
Заслуженный артист РСФСР

## Память

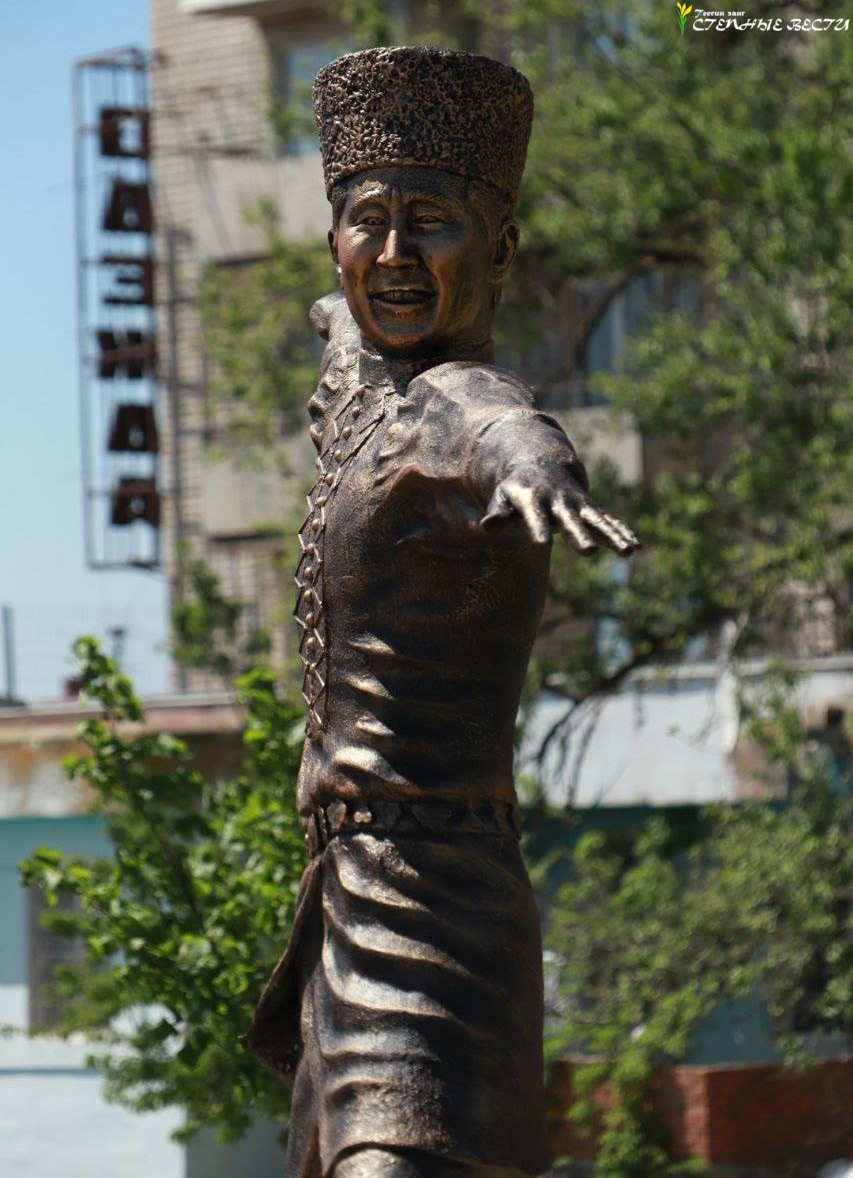
Открытие памятника Эмбе Манджиеву 4 мая 2025 года.

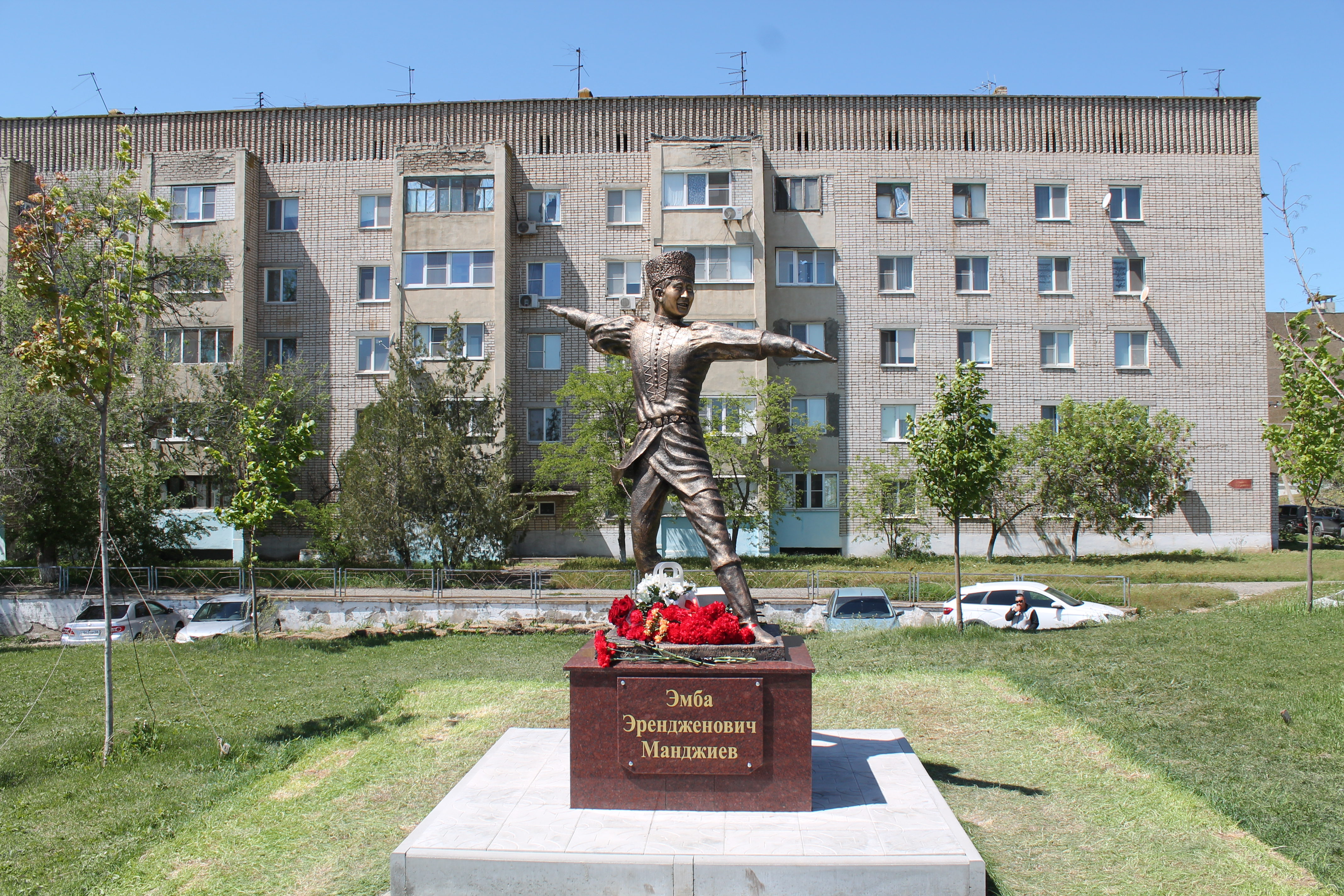
Монумент Эмбе Манджиеву (г. Элиста, микрорайон "Молодежный")

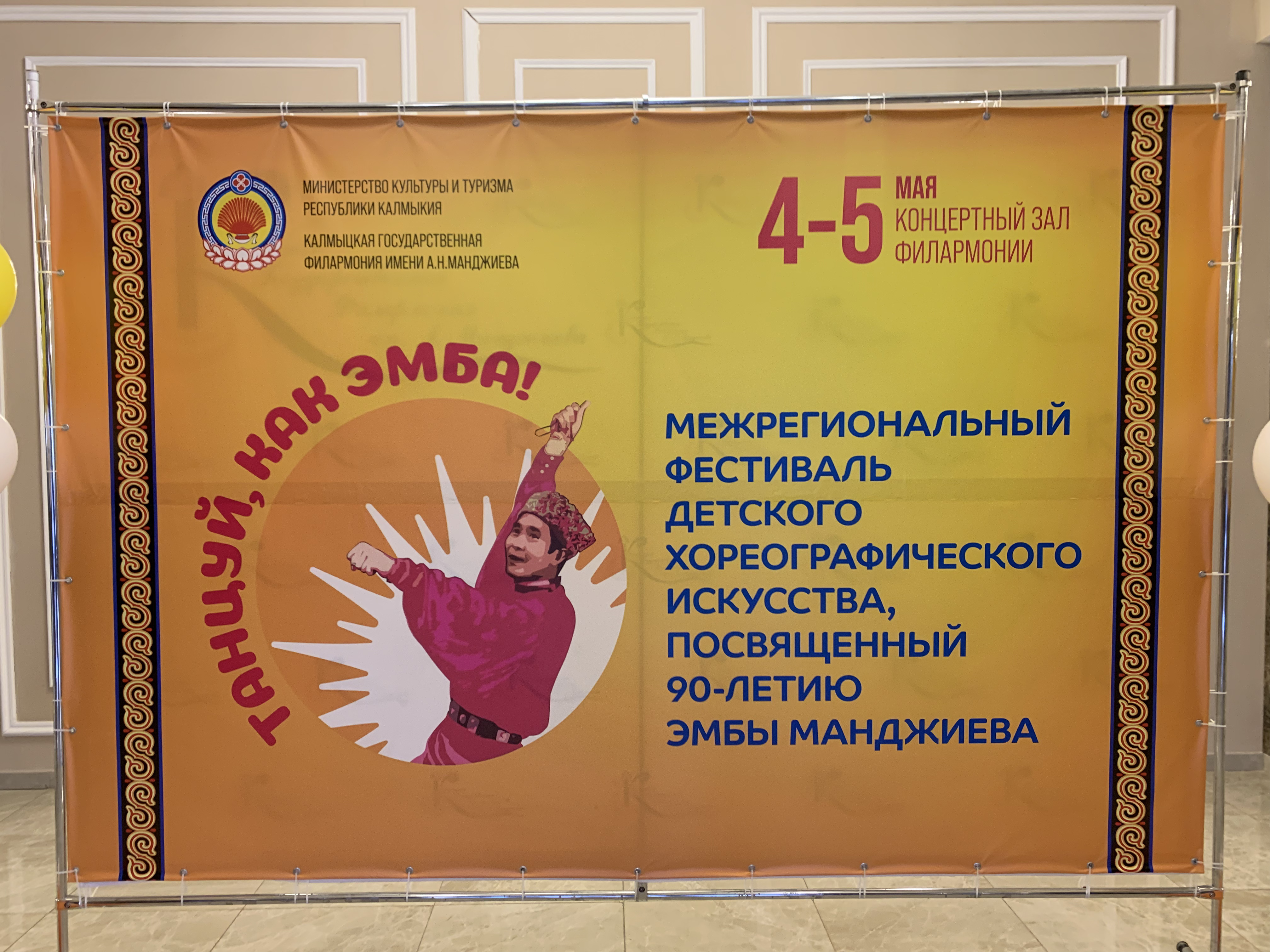

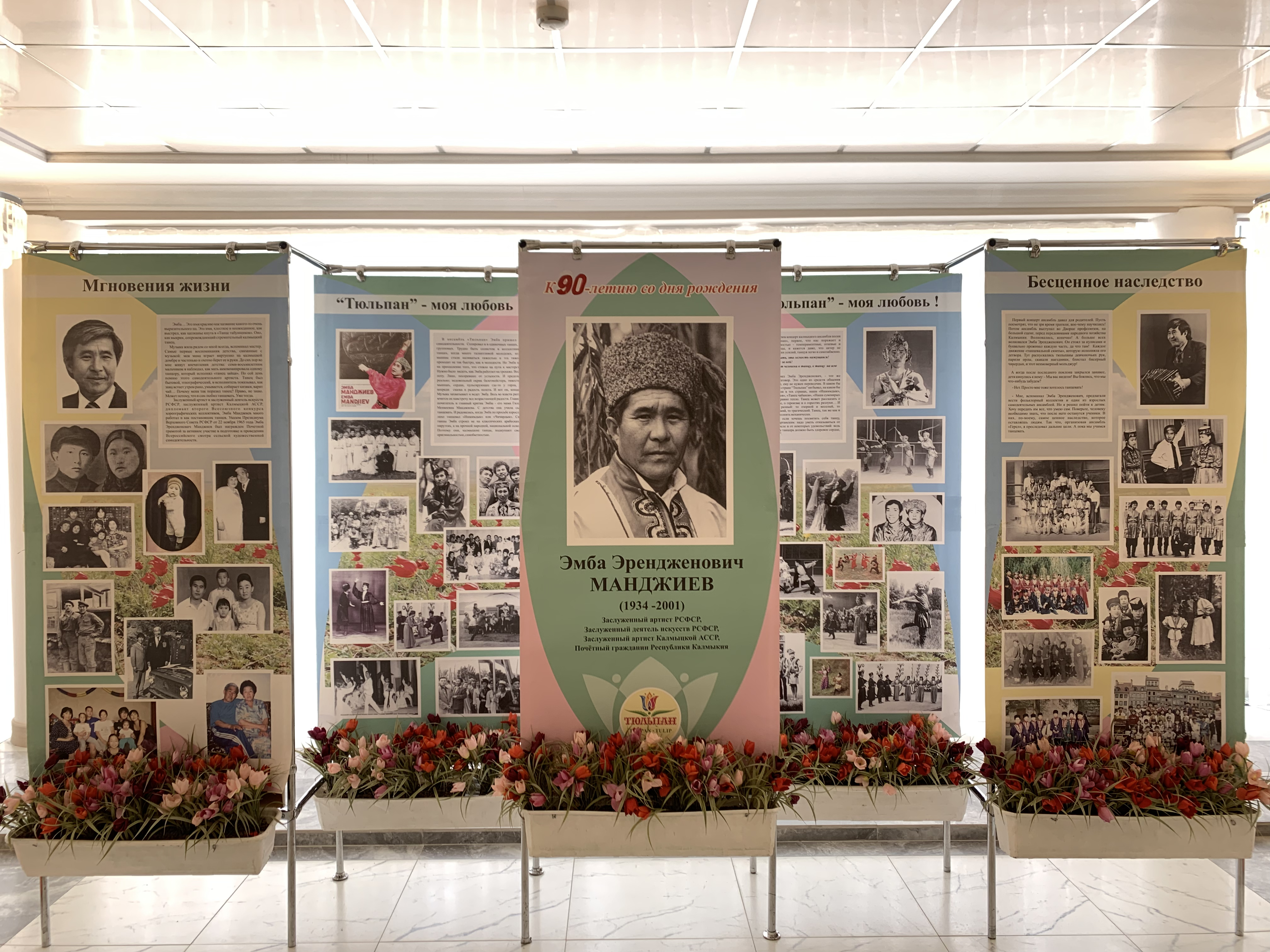
Межрегиональный фестиваль детского хореографического искусства, посвященный 90-летию Эмбы Манджиева, 4-5 мая 2024 года

- В день открытия памятника легендарному Эмбе МанджиевуОткрытие памятника Эмбе Манджиеву 4 мая 2025 года.
- В микрорайоне «Молодежный» города Элисты торжественно открыли монумент Эмбе МанджиевуМонумент Эмбе Манджиеву (г. Элиста, микрорайон "Молодежный")
- В Калмыкии пройдет фестиваль «Танцуй, как Эмба!»
- В Элисте, на доме, где жил Эмба Эрендженович, установлена мемориальная доска.
- Детский образцовый художественный ансамбль «Герел» носит имя Эмбы Манджиева.
- «Постичь танец сердцем» / Эмба Эрендженович Манджиев, сборник публикаций разных лет о жизни и творчестве. — Элиста: ЗАОр «НПП «Джангар», 2014 — 174 с. (составители Д.П.Алакшанов, К.Э.Алакшанова).
- Межрегиональный фестиваль соберет детские хореографического искусства в Калмыкии

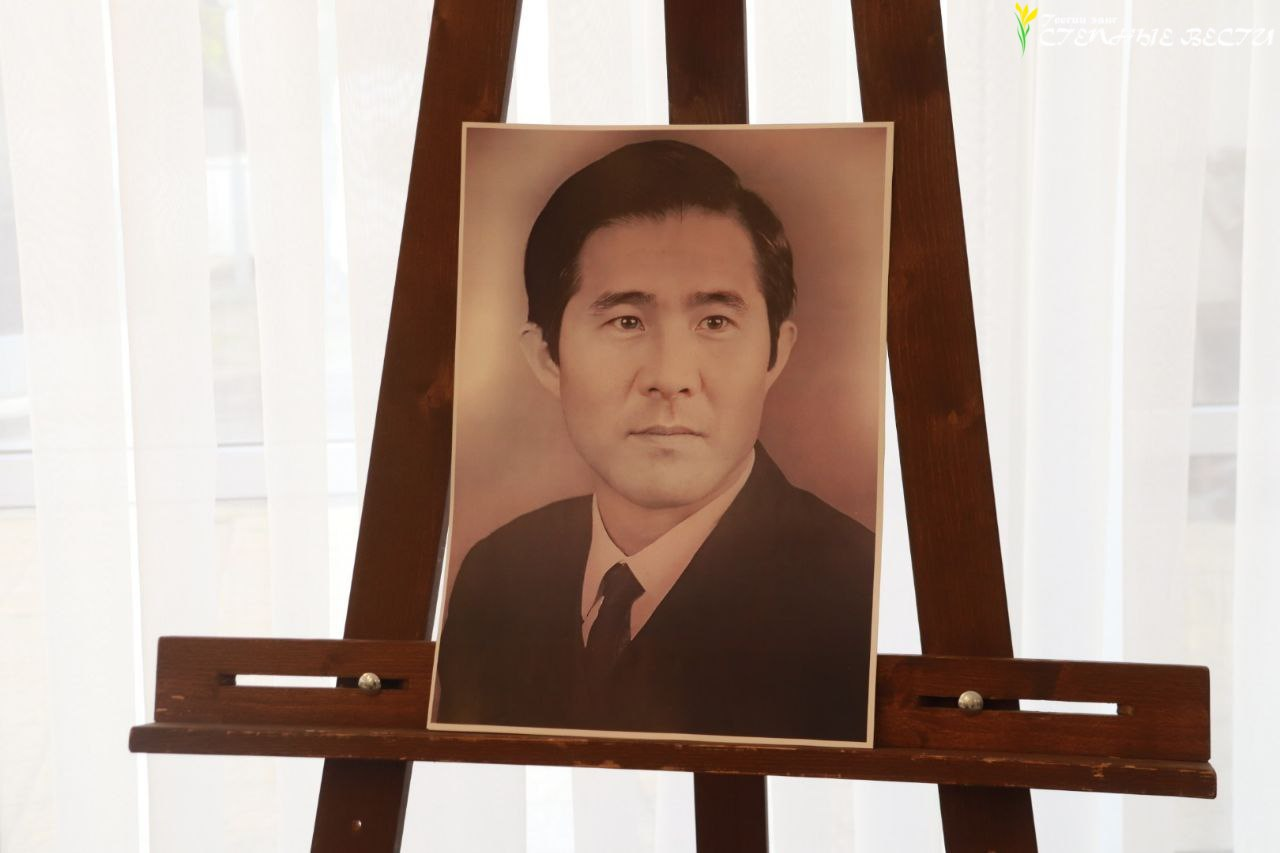
Манджиев Эмба Эрендженович

- Кремлевский танец Эмбы Манджиева ("Хальмг Yнн (Калмыцкая правда)", 04.06.2024 г., Басангов И.)
- Видеоролик об Э.Э. Манджиеве "К 90-летию со дня рождения Эмбы Манджиева" (официальный сайт БУ РК "Национальная библиотека им. А. М. Амур-Санана", 05.06.2024 г.)
- Презентация "К 90-летию со дня рождения Эмбы Манджиева" (официальный сайт БУ РК "Национальная библиотека им. А. М. Амур-Санана", 05.06.2024 г.)
- Эмба – имя в такте калмыцкого танца (Сетевое издание Республиканская интернет-газета «Степные вести» («Теегин зянг»), 10 июня 2024 г., Гаряева Б.) Межрегиональный фестиваль детского хореографического искусства, посвященный 90-летию Эмбы Манджиева, 4-5 мая 2024 года

## Творчество
- Калмыцкий танец «Семердык», созданный Манджиевым Э.Э., стал классикой и неоценимым вкладом в искусство народа. «Се-мер-дык! Се-мер-дык!» — скандировали зрители, и он исполнял свой «Семердык», танец, который стал его открытием в искусстве, вершиной его таланта, возвращенным долгом учителям, передавшим ему традиции народного искусства. (1983 год, «Советская Калмыкия», М.Таранов).
- В 1977 году в г. Москва в Кремлевском дворце съездов состоялся праздничный концерт, посвященный 60-летию Великой Октябрьской социалистической революции. Режиссёром концерта был народный артист СССР Игорь Александрович Моисеев. Каждому танцу отводилось от 8 до 32 секунд. После долгих споров калмыцкому танцу решено было дать 32 секунды, и он соединял русский танец, идущий первым по программе, с другими танцами народов России. Эмба Манджиев и Лидия Замбаева под аккомпанемент домбры Булгун Манджураковой блестяще представили калмыцкое искусство.
- «...Сказать, что Эмба — великий танцор, значит, не сказать ничего. Он, как яркая звезда, вспыхнувшая на небосклоне, зажег своим светом окружающих и исчез, оставив за собой след — восхищение его прирожденным даром увлекать своими движениями, пластикой, легкостью в мир необычайно красивого танца. Эмба Манджиев обладал талантом от Бога, иначе как из простого паренька, никогда не обучавшегося хореографии, он мог превратиться в символ исконно калмыцкого народного танца. Он, словно губка, впитывал в себя то богатство и разнообразие движений калмыцких танцев, которые наш народ копил веками и передавал в наследство из поколения в поколение...» (2003, "Известия Калмыкии", Г. Эвеева").